# Jan Mrazík
Jan Mrazík, křtěný Johann František, pseudonym Žlebský a Jaroslav Spáčil (15. července 1848 Roštín - 2. července 1923 Praha-Vršovice), byl český pedagog, překladatel, publicista a spisovatel.

## Život
Jan Mrazík se narodil v Roštíně u Kroměříže v rodině učitele a regenschoriho Františka Mrazíka a jeho ženy Mariany rodem Kolrusové. V rodině vyrůstal s mladším bratrem Františkem. Základní vzdělání získal v otcově škole v Roštíně a dále pokračoval v letech 1860–1863 na německé škole v Kroměříži. Následně se na přání rodičů učil kameníkem, ale později přestoupil na kroměřížské německé piristické gymnázium a během výuky si musel přivydělávat kondicemi. V roce 1868 školu dokončil, zemřel mu však otec a v dalším studiu z finančních důvodů nemohl pokračovat. Jan Mrazík přijal místo praktikanta na velkostatku v Roštíně, ale po roce toto místo opustil a touha po dalším vzdělání ho zavedla na vyšší české „Slovanské” gymnázium v Brně.
V roce 1869 se nechal zapsat do 5. gymnaziální třídy. Školou procházel se svým přítelem Josefem Úlehlou.
Mezi jeho spolužáky patřili např. František Bílý, Leander Čech, nebo Leoš Janáček. Před Vánocemi školního roku 1871/1872 přestoupil ze septimy gymnázia do třetího ročníku Ústavu pro vzdělání učitelů v Brně a v roce 1872 vykonal tz. zkoušku učitelské dospělost a zvolil si býti učitelem. V září roku 1872 nastoupil jako podučitel do Roštýnské školy. V roce 1873 vykonal zkoušku tz. učitelské způsobilosti pro obecné školy národní a záhy nastoupil v Bystřici pod Hostýnem, kde učil 4 roky. V roce 1875 absolvoval řadu zkoušek, které mu umožňovaly učit na měšťanských školách, pro předměty český jazyk, dějepis, zeměpis a později i německý a francouzský jazyk. Od prosince 1886 byl ustanoven učitelem na školách v |Kladně, nejprve na chlapecké obecné a pak na měšťanské škole.
V roce 1879 se zde rovněž oženil s Boženou Distlovou, která však za dva roky zemřela. Vdovec Jan Mrazík našel novou ženu a matku pro svého osiřelého syna v Terezii Seidlové, s níž se v roce 1883 oženil. Z pěti Mrazíkových dětí dvě zemřeli v útlém věku a jeho druhý nejmladší syn Vladimír (* 1887), pozdější úspěšný právník, šachista a rada nejvyššího správního soudu v Praze. Mrazíkův dvacetiletý pobyt na Kladně byl nejplodnějším obdobím jeho života. V roce 1897 působil na dívčí měšťanské škole v Mladé Boleslavi, kde byl 14 let. Od září roku 1910 byl Jan Mrazík pensionován, ale jako učitel ve výslužbě působil ve školním roce 1910/1911 jako hlavní učitel na Soukromém ústavu ku vzdělávání učitelek v Přerově. Poté Jan Mrazík odešel do Prahy.

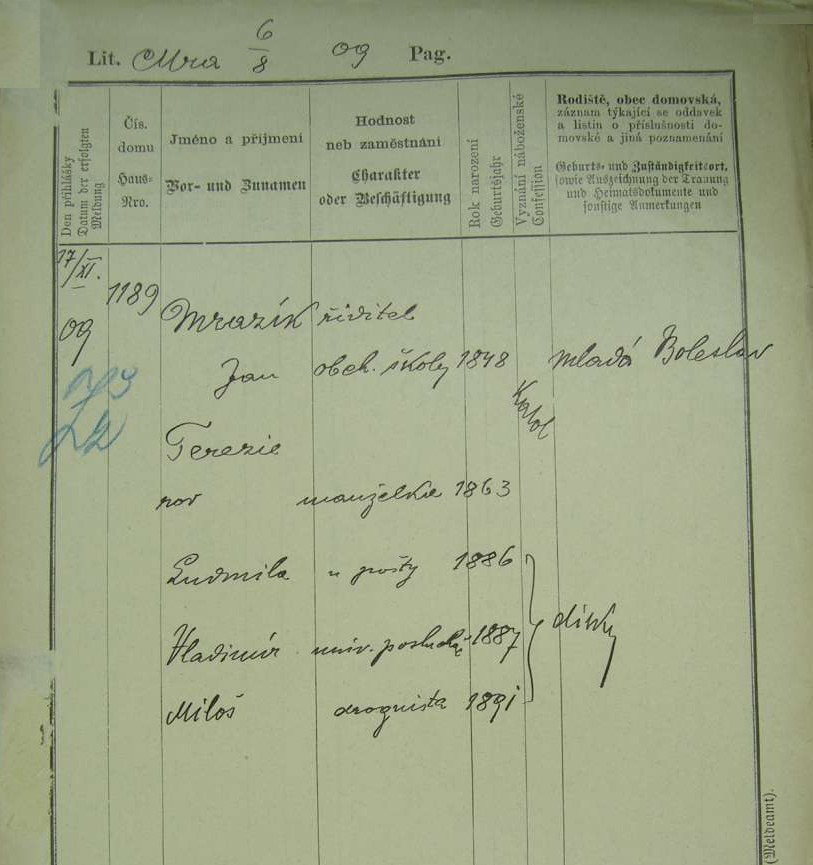
Pobytová přihláška Jana Mrazíka s rodinou v Praze z roku 1909

Po změně politické situace v roce 1918 byl v následujícím roce ustanoven ředitelem české měšťanské menšinové školy v Litoměřicích. Po půl roce k 1. květnu roku 1920 odešel definitivně na odpočinek. V roce 1920 však byl ještě zvolen, kromě jiných s Josefem Úlehlou, Josefem Tůmou, Josefem Smrtkou, Otakarem Kádnerem a Františkem Drtinou do čestného předsednictva Prvního sjezdu čs. učitelstva a přátel školství, který se konal v červenci v Praze. Sjezdu se pro nemoc již nezúčastnil. Jan Mrazík zemřel 2. července roku 1923 v Praze Vršovicích u svého zetě a dcery.
Jan Mrazík neúnavně pracoval po celý svůj život ve prospěch české školy a učitelstva. Přispěl k rozvoji pedagogiky jako moderní vědy o výchově a vzdělávání. Počátky jeho redaktorské a spisovatelské činnosti spadají do roku 1880, když publikoval své první studie v Lindnerově časopise Pedagogium. V roce 1888 a pak v letech 1897–1902 řídil časopis Pedagogické rozhledy.